# Thorolf Hager
Thorolf Hager (* 8. Dezember 1942 in Holzkirchen) ist ein deutscher Chirurg.

## Leben
Hager studierte Medizin an der Friedrich-Alexander-Universität Erlangen, an der er 1971 zum Dr. med. promoviert wurde. 1973 wurde er Mitglied des Corps Guestphalia Erlangen. An der Medizinischen Fakultät habilitierte er sich 1982 für Chirurgie. Von 1983 bis Dezember 2007 war er Chefarzt der Abteilung für Allgemein- und Viszeralchirurgie der Frankenwaldklinik in Kronach. Seit 1989 ist er außerplanmäßiger Professor an der Universität Erlangen.
Schwerpunkt seiner wissenschaftlichen Arbeit war die Behandlung von Darmerkrankungen. Er war Gründungsmitglied und von 1990 bis 1991 erster Präsident der Deutschen Gesellschaft für Koloproktologie. In Würdigung seiner besonderen Verdienste um die klinische und wissenschaftliche Koloproktologie wurde er 2004 mit dem Bundesverdienstkreuz 1. Klasse ausgezeichnet.

## Ehrungen
- 2004: Bundesverdienstkreuz 1. Klasse
- 2009: Honorary Fellow der American Society of Colon and Rectal Surgeons